# Kaga Create
Kaga Create Co.,Ltd. (ранее Naxat Soft, Kaga Tech, Digital Gain) — японская компания, подразделение Kaga Electronics, занимающееся разработкой и распространением компьютерных игр. Основана в 1988 году.
Сначала компания выпускала игры для игровой консоли PC Engine (TurboGrafx в США), оказывая большую поддержку этой платформе. Многие из выпущенных в этот период игр были выполнены в жанре скролл-шутера, таким образом, компания стала одним из известных разработчиков игр этого жанра.
Впоследствии компания выпускала игры для многих других систем, включая Game Boy, Super Nintendo Entertainment System, Dreamcast, 3DO, PlayStation, Sega Saturn и PC-FX. Игры Virtual Cameraman для 3DO, вышедшие в 1995 году, стали демонстрацией заката компании. Выпуск игр был прекращён в 2005 году. Компания продолжает переиздание старых игр для TurboGrafx на сервисе Virtual Console.

## История
Подразделение Kaga Electronics по видеоиграм было основано 22 июня 1988 года под названием Naxat. Название является обратным написанием Taxan, одного из брендов Kaga Electronics, также занимавшегося видеоиграми.
В 1998 году компания была переименована в Kaga Tech Co.,Ltd, но продолжила продажу игр под брендом Naxat Soft.
18 октября 1999 года была основана компания Digital Gain Co.,Ltd, которая должна была заниматься разработкой игр для бренда Naxat Soft.
24 февраля 2005 года Kaga Electronics анонсировала о слиянии Kaga Tech Co. и Kanto Automation, которое произошло в апреле того же года. По условиям слияния произошло перераспределение деятельности между подразделениями Kaga Electronics — разработка развлекательных устройств перешла к подразделению Specific Industry Sales Headquarters, Entrust Business for Game Software Development к Digital Media Lab., Inc (дочерней компании в полном владении Kaga Electronics) и подразделение по разработке игр к дочерней компании Digital Gain Co.,Ltd.
25 апреля 2007 года Kaga Electronics анонсировала о переименовании Digital Gain Co.,Ltd в Kaga Create Co., Ltd. Оно произошло в мае того же года. Одновременно с этим сфера деятельности компании была расширена и стала включать графический дизайн, разработку веб-сайтов, разработку сопутствующей продукции и продвижение мероприятий. Компания занималась разработкой программного обеспечения для компаний Pionesoft, Alchemist, Milestone Inc.

## Summer Carnival
С 1991 года в течение нескольких лет Naxat Soft при спонсорской поддержке Hudson Soft проводила «Summer Carnival» — серию ежегодных летних соревнований по игре в скролл-шутеры. Для этих соревнований были разработаны игры Alzadic (PCE CD, 1992), Recca (Famicom, 1992) и Nexzr (PCE CD, 1993).